# Nesbit
Nesbit är en ort i civil parish Doddington, i grevskapet Northumberland i England. Orten är belägen 6 km från Wooler. Nesbit var en civil parish 1866–1955 när det uppgick i Doddington. Civil parish hade 143 invånare år 1951.